# Stanisław Kopeć
Stanisław Kopeć (ur. 22 kwietnia 1947 w Szamocinie) – polski polityk, nauczyciel, poseł na Sejm II, III i IV kadencji.

## Życiorys
W 1975 ukończył w studia na Wydziale Matematyczno-Fizyczno-Chemicznym Wyższej Szkoły Pedagogicznej w Opolu. Od 1968 pracował jako nauczyciel, od 1982 także dyrektor Zespołu Szkół Mechanizacji Rolnictwa w Stargardzie Szczecińskim.
Od 1968 do rozwiązania należał do Polskiej Zjednoczonej Partii Robotniczej. W latach 1993–2005 sprawował mandat posła na Sejm II, III i IV kadencji z okręgów szczecińskich: nr 44 i nr 41, wybranego z listy Sojuszu Lewicy Demokratycznej. W 2005 nie ubiegał się o reelekcję.
Obejmował funkcje społeczne, m.in. zastępcy przewodniczącego i członka rady zrzeszenia Ludowych Zespołów Sportowych oraz członka zarządu głównego Związku Ochotniczych Straży Pożarnych. Zasiadał we władzach krajowych SLD.